# Свети Георги (Петралица)
Вижте пояснителната страница за други значения на Свети Георги.
„Свети великомъченик Георгий“ или „Свети Георги“, известна и като „Света Богородица“ (на македонска литературна норма: „Свети Георгиј“, „Свети Ѓорѓи“, „Света Богородица“), е възрожденска православна църква в село Петралица, община Ранковце, Република Македония. Църквата е част от Кривопаланското архиерейско наместничество на Кумановско-Осоговската епархия на Македонската православна църква – Охридска архиепископия.
Църквата е построена в XIX век, но отделни архитектурни елементи показват, че става въпрос за обновена сграда от ХVІІ или XVIII век. Изписана е в 1886 година, но на почти цялата източна страна има следи от по-стар живопис. Отличават се царските двери от XVI – XVII век, които са изложени в Националния консерваторски център в Скопие. Отличават се с ажурна техника, с пробиване на дървото и използване на многообразни флорални и геометрични елементи, както и фигури на животни. Сходни са с дверите в църквите „Света Богородица“ в Ранковце, „Въведение Богородично“ в Карпино, „Свети Никола“ в Кратово и дверите от „Свети Никола“ в „Успение Богородично“ в Кюстендил.